# Wilimy
Wilimy [viˈlimɨ] (tiếng Đức: Willims)  là một ngôi làng thuộc khu hành chính của Gmina Biskupiec, thuộc huyện Olsztyński, Warmińsko-Mazurskie, ở miền bắc Ba Lan. Nó nằm khoảng 8 kilômét (5 mi) phía tây bắc Biskupiec và 28 km (17 mi) về phía đông bắc của thủ đô khu vực Olsztyn.